# Kompetenz (Organisation)
Kompetenzen sind in der Organisationslehre Rechte und Pflichten, die einem Stelleninhaber oder Funktionsträger eingeräumt werden. Sie legitimieren ihn, Handlungen zur ordnungsgemäßen Erfüllung seiner Aufgaben vorzunehmen und verpflichten ihn, hierfür die Verantwortung in Form einer Rechenschaft zu übernehmen.

## Etymologie
Das Wort Kompetenz stammt aus lateinisch competentia ‚Eignung‘, ‚Befugnis‘, dessen Verb competere ‚zusammentreffen‘, ‚ausreichen‘, ‚zu etwas fähig sein‘, ‚zustehen‘ oder ‚wetteifern‘ bedeuten kann. Anstelle von Kompetenz setzte sich zunächst in der deutschen Amtssprache seit 1658 nach Ernst Fidicin der Begriff Befugnis durch. Das Adjektiv „kompetent“ bedeutete ursprünglich um 1731 ‚zuständig sein für‘, wird heute jedoch zunehmend als Synonym für „urteilsfähig“ oder „fachlich geeignet“ verwendet.

## Befugnis
Für den deutschen Philosophen Adolf Lasson stand bereits im Jahre 1882 fest, dass das, was innerhalb der Grenzen eines Gesetzes liegt, als die Sphäre der Befugnis aller Rechtssubjekte gilt. Der Begriff der Befugnis stammt ursprünglich aus dem Polizei- und Verwaltungsrecht. Befugnis ist hier die durch Gesetze oder Anordnungen erteilte Ermächtigung zu Eingriffen in die Rechtsstellung anderer Rechtssubjekte. Eine Befugnis ist im Polizei- und Ordnungsrecht die konkrete gesetzlich eingeräumte Berechtigung, eine bestimmte Maßnahme zu ergreifen. Die Befugnis des Richters zur Rechtsfortbildung ist heute nahezu unbestritten. Insoweit lässt sich im Recht im Sinne des Art. 20 Abs. 3 GG zumindest die Befugnis der Gerichte, das Recht fortzubilden, auch als ein Verfassungsauftrag verankern.

## Kompetenz
In Anlehnung an die Verwendung in der öffentlichen Verwaltung wird „Kompetenz“ im Sinne von Befugnis oder Zuständigkeit in der betriebswirtschaftlichen Fachliteratur insbesondere im Bereich des Personalwesens, der Planung und der Organisationslehre verwendet. Kompetenzen sind „Rechte und Befugnisse von Institutionen oder Personen, welche die formale Legitimation für ihr Handeln begründen“ und in Übereinstimmung mit den diesen Institutionen oder Personen zugewiesenen Aufgaben und Verantwortungen stehen müssen (Kongruenzprinzip der Organisation).

## Arten
Man unterscheidet Führungs- und Durchführungskompetenzen.
- Führungskompetenzen beschreiben funktional den Einfluss einer Stelle auf andere Stellen durch Über- und Unterordnung und inhaltlich die Eigenschaften und Fähigkeiten, die zur Menschenführung erforderlich sind. Sie beinhalten Befugnisse für Führungskräfte, Vorgesetzte oder leitende Angestellte, Weisungen an nachgeordnete Stelleninhaber erteilen und durchsetzen zu dürfen. Zur Führungskompetenz gehören:[9]
  - Fach- und Methodenkompetenz ist die Befähigung, auftretende Problem- und Aufgabenstellungen auf der Grundlage von Fachkenntnis und übergreifendem Wissen zu lösen bzw. die Fähigkeit, Strategien, Techniken und Konzepte entwickeln und umsetzen zu können;
  - Managementkompetenz: hierzu gehören Planung, Organisation, Koordination, Kooperation, Information, Personalführung und Kontrolle. Letztere beinhaltet das Recht, die richtige Ausführung der Weisungen zu überwachen.
  - Leadership-Kompetenz ist die Eignung, die persönlichen und sozialen Anforderungen einer Führungsrolle erfüllen zu können;
  - Sanktionsrecht: Im Falle der Nichtbeachtung von Weisungen müssen (disziplinarische) Führungskräfte mit Befugnissen ausgestattet sein, die dieses Fehlverhalten mit Sanktionen bestrafen dürfen (Disziplinarrecht).
- Durchführungskompetenzen berechtigen Stelleninhaber zur Durchführung übertragener Aufgaben, wobei Ausführungsstellen keine Weisungen an andere Ausführungsstellen erteilen dürfen. Durchführungskompetenzen betreffen sowohl Mitarbeiter mit ausführender als auch mit leitender Tätigkeit, wobei letztere überwiegend Durchführungskompetenzen mit höherem Autonomiewert eingeräumt bekommen.
  - Dazu gehören insbesondere Entscheidungs-, Richtlinien-, Mitsprache-, Anordnungs- und Vertretungskompetenz.[10]
  - Bei Führungskräften sind Entscheidungskompetenzen dadurch gekennzeichnet, dass sie ihnen das Recht einräumen, auch konstitutive Fremdentscheidungen unter unvollkommener Information mit dem höchsten unternehmerischen Risiko zu treffen. Die Richtlinienkompetenz als spezifische Entscheidungskompetenz[11] legt fest, dass der Stelleninhaber Richtlinien an nachgeordnete Bereiche erlassen darf. Die weitere Unterart Fremdentscheidungskompetenz: beinhaltet das Recht, für andere Stellen Entscheidungen zu treffen.
  - Bei der Mitsprachekompetenz wiederum darf eine Stelle nur dann entscheiden, wenn sie eine andere Stelle zuvor konsultiert und diese positiv votiert hat.
  - Die Anordnungskompetenz bestimmt, dass eine Führungskraft Anordnungen oder Weisungen erteilen darf.
  - Die Vertretungskompetenz schließlich betrifft das Recht, andere Stelleninhaber betriebsintern bei deren Verhinderung zu vertreten oder entfaltet Außenwirkung, weil sie dem Inhaber das Recht zuweist, die Organisation (Unternehmen, Behörde) nach außen rechtswirksam zu vertreten; bestenfalls ist sie mit Vertretungsmacht wie Prokura oder Handlungsvollmacht verbunden.

## Bedeutung
Art und Umfang zugewiesener Kompetenzen sind Kennzeichen einer Stelle. Je umfangreicher und bedeutender die einer Stelle zugewiesenen Kompetenzen sind, umso höher ist diese Stelle in der Hierarchie der Organisation angesiedelt. Die umfassendsten Kompetenzen weisen daher Vorstand und Geschäftsführung bei Unternehmen und Amtsleiter bei Behörden auf. Bei der Zuweisung der Kompetenzen gilt der Grundsatz der Ausschließlichkeit. Danach kann die einer Stelle zugewiesene Kompetenz einer anderen Stelle nicht mehr zugewiesen werden. Hierdurch wird ein drohender Kompetenzkonflikt verhindert.